# Gediminas Kaupas
Gediminas Kaupas (Vilnius, 7 september 1988) is een Litouws voormalig wielrenner die in 2017 zijn loopbaan afsloot bij Staki-Technorama. 

## Carrière
In 2016 behaalde Kaupas zijn eerste UCI-overwinning door de derde etappe in de Ronde van Hongarije op zijn naam te schrijven. In deze rit, met finish in Karcag, kwam hij met een voorsprong van één seconde op Bruno Maltar als eerste over de eindstreep.

## Overwinningen
2016
3e etappe Ronde van Hongarije

## Ploegen
- 2009 –  Team Piemonte (tot 31-5)
- 2011 –  Team Differdange-Magic-Sportfood.de
- 2012 –  Team Differdange-Magic-Sportfood.de
- 2013 –  Team Differdange-Losch
- 2014 –  Team Differdange-Losch
- 2015 –  Team Differdange-Losch
- 2016 –  Team Differdange-Losch
- 2017 –  Staki-Technorama

Bengtsson · Centrone · Da Silva · Dakteris · De Wortelaer · Diener · Kastemyr · Kaupas · Leblond · Lovassy · C. Petelin · J. Petelin · Raymackers · Reguero · Stijns · Thill · Tintori · Valsavori
Jankauskas · Kaupas · Lašinis · Maculevičius · Punkrys · Račiūnas · Šiškevičius · Svetikas